# Quỳnh Hưng, Quỳnh Lưu
Quỳnh Hưng là một xã thuộc huyện Quỳnh Lưu, tỉnh Nghệ An, Việt Nam.
Xã Quỳnh Hưng có diện tích 5,75 km², dân số năm 2018 là 10.395 người, mật độ dân số đạt 1.433 người/km². Từ ngày 01 tháng 12 năm 2024, xã Quỳnh Hưng sáp nhập với xã Quỳnh Bá và Quỳnh Ngọc theo Nghị quyết số 1243 /NQ-UBTVQH15 ngày 24/10/2024 của Ủy ban Thường vụ Quốc hội, thành lập xã Bình Sơn .